# ژیان‌مرغ دم‌دنباله‌دار
ژیان‌مرغ دم‌دنباله‌دار (نام علمی: Gubernetes yetapa) گونه‌ای از پرندگان تیرهٔ ژیان‌مرغان و تنها پرنده از سردهٔ Gubernetes است.
در آرژانتین، بولیوی، برزیل و پاراگوئه یافت می‌شود. زیستگاه طبیعی آن ساوانای خشک و نیمه‌گرمسیری یا گرمسیری فصلی نمناک یا علفزار دشت پرآب است.

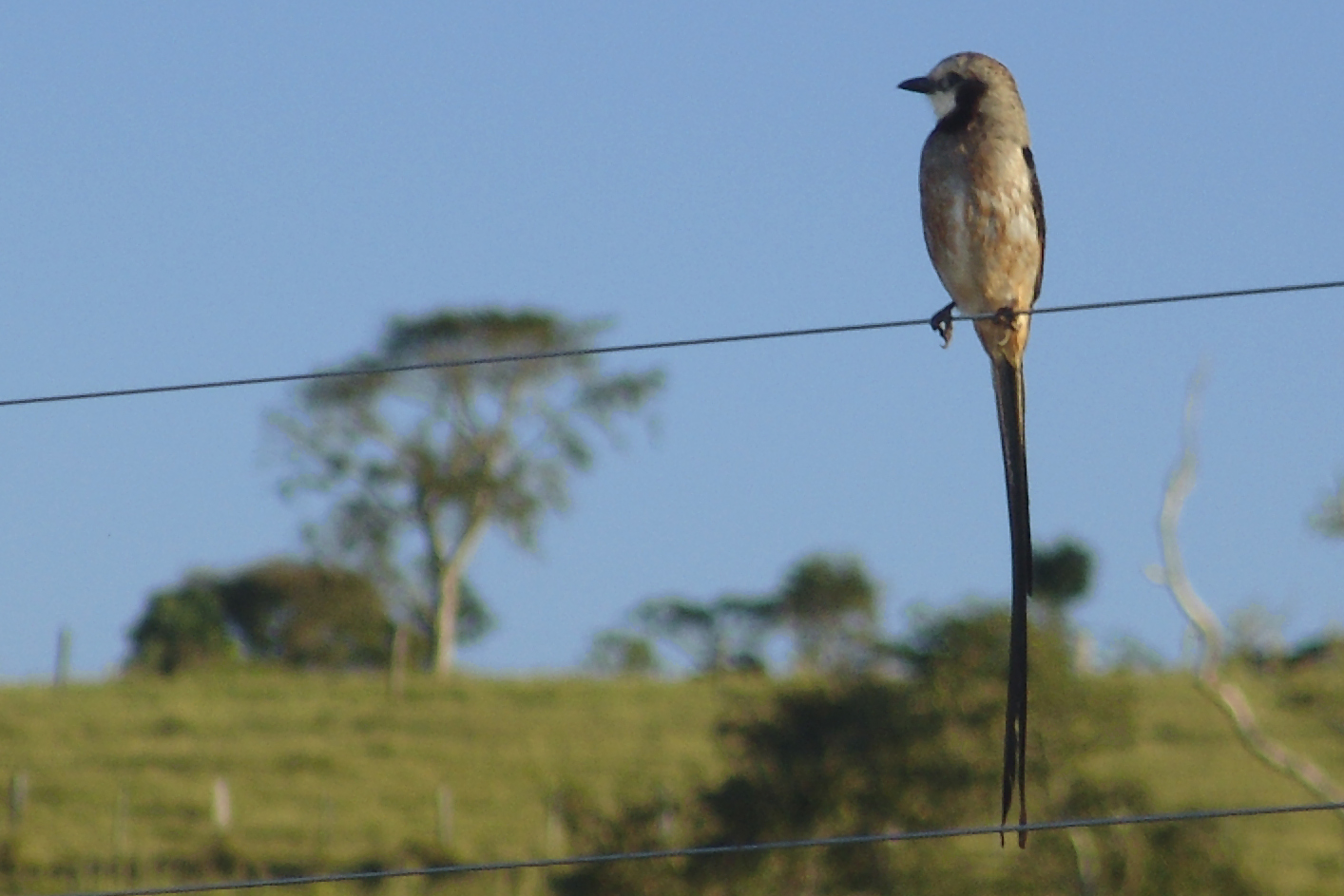